# Croce commemorativa della Divisione Granatieri di Savoia
La Croce commemorativa della Divisione Granatieri di Savoia fu una medaglia non ufficiale realizzata per iniziativa privata, rivolta a tutti coloro che avessero militato nella Divisione Granatieri di Savoia dell'esercito italiano durante la Guerra d'Etiopia.

## Insegne
- La medaglia era costituita da una croce patente in bronzo smaltata di blu, avente al centro l'aquila romana con le ali spiegate caricata in petto dello scudo di Savoia e recante tra le zampe un cartiglio con l'indicazione "DIV.GRANATIERI DI SAVOIA A.O.I.". Il retro era piano senza smalti con la scritta in rilievo "DEPOSITATO A TERMINI DI LEGGE STAB. ARTISTICI FIORENTINI FIRENZE", relativa al deposito del brevetto da parte della ditta fabbricante.
- Il nastro era blu con al centro un tricolore italiano in palo.